# Phare de Punta Sal

Le phare de Punta Sal (en espagnol : Faro de Punta Sal) est un phare actif situé à 25 km au nord-ouest de Tela, dans le département d'Atlántida au Honduras.

## Histoire
Le phare est situé à l'extrémité de Punta Sal (sv).

## Description
Ce phare est une tour métallique pyramidale à claire-voie, avec une galerie et une balise de 15 m de haut. La tour est peinte avec des bandes horizontales rouges et blanches. Il émet, à une hauteur focale de 84 m, quatre éclats blancs par période de 30 secondes. Sa portée est de 20 milles nautiques (environ 37 km).
Identifiant : Amirauté : J5997 - NGA : 110-16432 .
|                   |
| Carte du Honduras |

### Lien connexe
- Liste des phares du Honduras